# Axel Kruse
Axel Kruse (Wolgast, 28 settembre 1967) è un ex calciatore tedesco orientale, dal 1990 tedesco, di ruolo attaccante.

## Carriera

### Club
Cresciuto calcisticamente in patria a Wolgast, passò successivamente alle giovanili dell'Hansa Rostock, con cui tra il 1985 e il 1989 disputò quattro stagioni tra prima e seconda serie della Germania dell'Est. Nel 1989, poco prima della caduta del muro di Berlino, organizzò e riuscì a portare a termine una fuga durante una trasferta in Danimarca per la Coppa Intertoto 1989, che gli permise di passare all'Hertha Berlino, all'epoca stanziata in Germania Ovest e militante in 2. Fußball-Bundesliga. Nonostante un'iniziale squalifica da parte delle FIFA, riuscì a giocare e conquistarsi sul campo la promozione in Bundesliga. Qui giocò mezza stagione ancora per l'Hertha, prima di passare all'Eintracht Francoforte per due stagioni e mezzo, tutte giocate in Bundesliga.  Passato successivamente allo Stoccarda, si rese protagonista nel mese di agosto del 1993, nel secondo turno della DFB-Pokal, di un episodio controverso: negatogli, a suo giudizio, un rigore dall'arbitro Hans-Joachim Osmers, si diresse infuriato verso quest'ultimo, protestando e successivamente sgambettandolo. Questo gesto lo costrinse a scontare 10 giornate di squalifica. Nel marzo seguente venne prestato per pochi mesi agli svizzeri del Basilea, con i quali riuscì a vincere i playoff e conquistare la promozione in Lega Nazionale A. Tornato allo Stoccarda, rimase per due stagioni prima di tornare all'Hertha Berlino, col quale conquistò nuovamente la promozione in Bundesliga grazie a 15 gol nella stagione 1996-1997.

### Nazionale
Giocò con le rappresentative Under 18, con cui vinse un Europeo di categoria, e Under 21 della Germania dell'Est. Con l'unificazione delle due Germanie non venne più convocato in nazionale.

## Statistiche

### Presenze e reti nei club
Statistiche aggiornate al 16 gennaio 2022.
| Stagione                     | Squadra                      | Campionato                   | Campionato | Campionato | Coppe nazionali | Coppe nazionali | Coppe nazionali | Coppe continentali | Coppe continentali | Coppe continentali | Altre coppe | Altre coppe | Altre coppe | Totale | Totale |
| Stagione                     | Squadra                      | Comp                         | Pres       | Reti       | Comp            | Pres            | Reti            | Comp               | Pres               | Reti               | Comp        | Pres        | Reti        | Pres   | Reti   |
| ---------------------------- | ---------------------------- | ---------------------------- | ---------- | ---------- | --------------- | --------------- | --------------- | ------------------ | ------------------ | ------------------ | ----------- | ----------- | ----------- | ------ | ------ |
| 1985-1986                    | Hansa Rostock                | OL                           | 3          | 0          | CGE             | 0               | 0               | -                  | -                  | -                  | -           | -           | -           | 3      | 0      |
| 1986-1987                    | Hansa Rostock                | FL                           | 29         | 9          | CGE             | 4               | 0               | -                  | -                  | -                  | -           | -           | -           | 33     | 9      |
| 1987-1988                    | Hansa Rostock                | OL                           | 26         | 3          | CGE             | 4               | 1               | -                  | -                  | -                  | -           | -           | -           | 30     | 4      |
| 1988-1989                    | Hansa Rostock                | OL                           | 21         | 2          | CGE             | 2               | 0               | -                  | -                  | -                  | -           | -           | -           | 23     | 2      |
| lug. 1989                    | Hansa Rostock                | OL                           | -          | -          | CGE             | -               | -               | Int                | 1                  | 0                  | -           | -           | -           | 1      | 0      |
| Totale Hansa Rostock         | Totale Hansa Rostock         | Totale Hansa Rostock         | 79         | 14         |                 | 10              | 1               |                    | 1                  | 0                  |             | -           | -           | 90     | 15     |
| 1987-1988                    | Hansa Rostock II             | FL                           | 5          | 2          | -               | -               | -               | -                  | -                  | -                  | -           | -           | -           | 5      | 2      |
| feb.-giu. 1990               | Hertha Berlino               | 2L                           | 12         | 7          | CG              | 0               | 0               | -                  | -                  | -                  | -           | -           | -           | 12     | 7      |
| lug.-dic. 1990               | Hertha Berlino               | BL                           | 12         | 2          | CG              | 2               | 0               | -                  | -                  | -                  | -           | -           | -           | 14     | 2      |
| gen.-giu. 1991               | Eintracht Francoforte        | BL                           | 12         | 3          | CG              | 3               | 3               | -                  | -                  | -                  | -           | -           | -           | 15     | 6      |
| 1991-1992                    | Eintracht Francoforte        | BL                           | 14         | 5          | CG              | 2               | 2               | CU                 | 2                  | 2                  | -           | -           | -           | 19     | 9      |
| 1992-1993                    | Eintracht Francoforte        | BL                           | 28         | 6          | CG              | 6               | 2               | CU                 | 4                  | 3                  | -           | -           | -           | 38     | 11     |
| Totale Eintracht Francoforte | Totale Eintracht Francoforte | Totale Eintracht Francoforte | 54         | 14         |                 | 11              | 7               |                    | 6                  | 5                  |             | -           | -           | 71     | 26     |
| 1993-feb. 1994               | Stoccarda                    | BL                           | 10         | 0          | CG              | 1               | 0               | -                  | -                  | -                  | -           | -           | -           | 11     | 0      |
| mar.-giu. 1994               | Basilea                      | LNB                          | 0+3        | 0+2        | CS              | -               | -               | -                  | -                  | -                  | -           | -           | -           | 3      | 2      |
| 1994-1995                    | Stoccarda                    | BL                           | 27         | 8          | CG              | 3               | 0               | -                  | -                  | -                  | -           | -           | -           | 30     | 8      |
| 1995-1996                    | Stoccarda                    | BL                           | 27         | 6          | CG              | 1               | 0               | -                  | -                  | -                  | -           | -           | -           | 28     | 6      |
| Totale Stoccarda             | Totale Stoccarda             | Totale Stoccarda             | 64         | 14         |                 | 5               | 0               |                    | -                  | -                  |             | -           | -           | 69     | 14     |
| 1996-1997                    | Hertha Berlino               | 2L                           | 29         | 15         | CG              | 2               | 1               | -                  | -                  | -                  | -           | -           | -           | 31     | 16     |
| 1997-1998                    | Hertha Berlino               | BL                           | 11         | 0          | CG              | 2               | 0               | -                  | -                  | -                  | -           | -           | -           | 13     | 0      |
| Totale Hertha Berlino        | Totale Hertha Berlino        | Totale Hertha Berlino        | 64         | 24         |                 | 6               | 1               |                    | -                  | -                  |             | -           | -           | 70     | 25     |
| Totale carriera              | Totale carriera              | Totale carriera              | 269        | 70         |                 | 32              | 9               |                    | 7                  | 5                  |             | -           | -           | 308    | 84     |

## Palmarès

### Club

#### Competizioni nazionali
- 2. Fußball-Bundesliga: 1

Herta Berlino: 1989-1990

### Nazionale
- Campionato d'Europa Under-18: 1

Jugoslavia 1986